# Řád Agostinha Neta
Řád Agostinha Neta (portugalsky: Ordem Agostinho Neto) je druhé nejvyšší státní vyznamenání Angolské republiky založené roku 1990. Pojmenováno bylo po prvním prezidentu republiky Agostinhu Netovi, který se zasloužil o získání nezávislosti země na Portugalsku. Až do roku 2004 bylo nejvyšším angolský vyznamenáním. V roce 2004 došlo k reformě angolského systému vyznamenání a od té doby se v hierarchii řadí na druhé místo. Udílen je v jediné třídě občanům Angoly i cizím státním příslušníkům. V případě cizinců se jedná zejména o zahraniční hlavy států a vlád a další politické vůdce.
Mezi osobnosti vyznamenané tímto řádem patří Nelson Mandela (1990),  Fidel Castro (1992) či Vladimir Putin (2019).

## Historie
Řád byl založeno v roce 1990 a je pojmenován po prvním prezidentu Angolské lidové republiky Agostinhu Netovi, který je ve své vlasti považován za národního hrdinu. Až do reformy v roce 2004 bylo nejvyšším státním vyznamenáním.

## Insignie
Řádový odznak má tvar zlaté pěticípé hvězdy s cípy zakončenými kuličkami položené na zlatém oválu. Na hvězdě jsou položeny dvě vavřínové větvě ve spodní části svázané mašlí. Na horním cípu hvězdy jsou dvě desky s nápisem ORDEM a AGOSTINHO NETO. Uprostřed odznaku je portrét Agostinha Neta. Odznak je připevněn k obdélné kovové destičce pokryté hedvábnou stuhou z moaré červené barvy se žlutou hvězdou na kulatém žlutém pozadí a s třemi úzkými pruhy na pravém okraji v barvě žluté, černé a červené.